# Соціалізм з людським обличчям

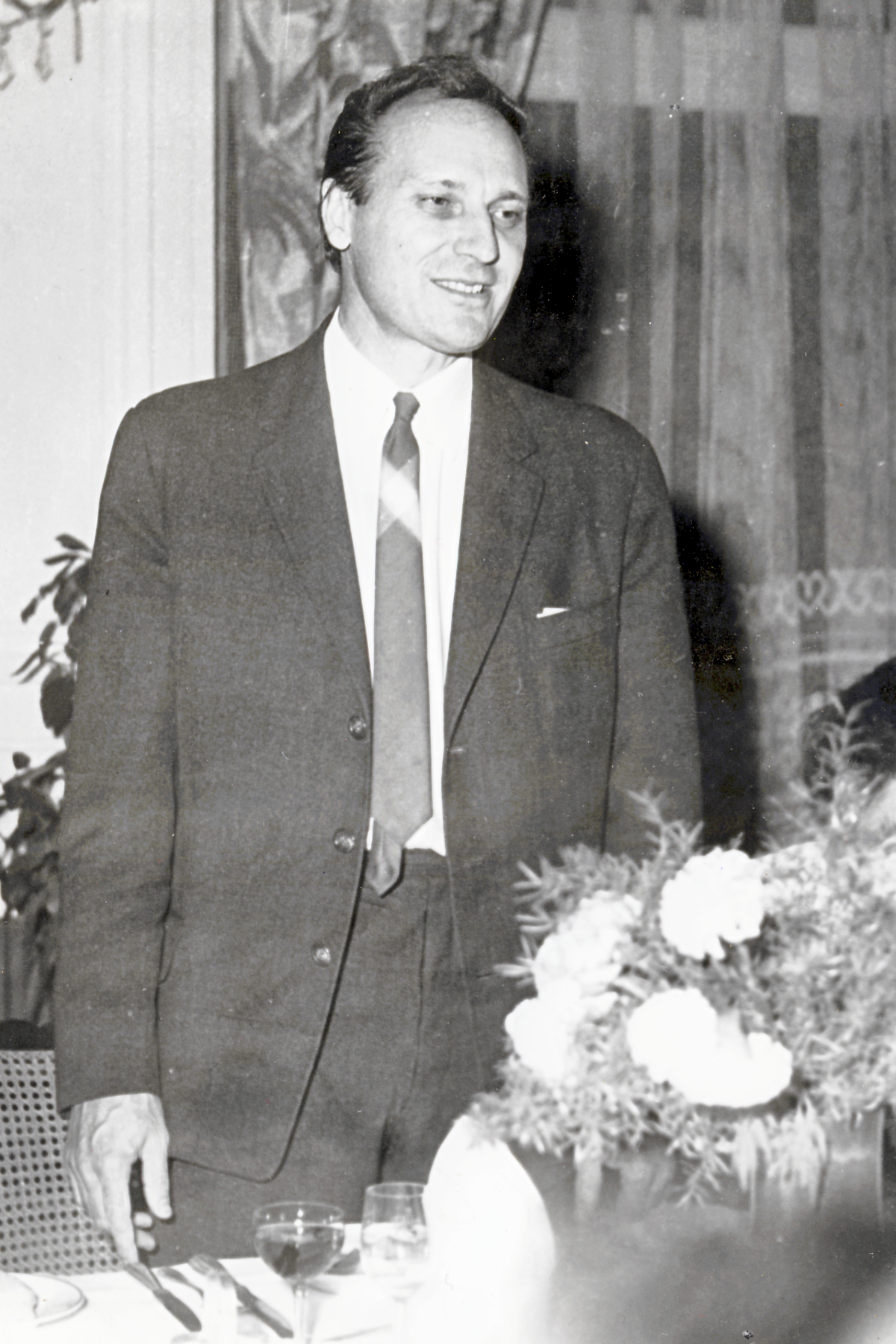
Автор гасла ― марксистський філософ Радован Ріхта.

«Соціалізм з людським обличчям» (чеськ. socialismus s lidskou tváří, словац. socializmus s ľudskou tvárou) — гасло, що відсилає до реформістської та демократично-соціалістичної програми Александра Дубчека та його однодумців, узгоджене на Президії Комуністичної партії Чехословаччини у квітні 1968 року.
Першим гасло використав Радован Ріхта, маючи під ним на увазі процес поміркованої демократизації й економічної модернізації з метою побудуови передового та сучасного соціалістичного суспільства, яке цінувало б демократичні чехословацькі традиції, водночас дозволяючи Комуністичній партії залишитися на керівних позиціях.
Соціалізм з людським обличчям був життєво важливим для початку Празької весни, періоду національної демократизації та економічної децентралізації. Ці процеси, втім, були перервані через вторгнення військ Варшавського договору до Чехословаччини 21 серпня 1968 року.